# طب مكتسب
الطب المُكتَسَب هو تقليد طبي أوروبي في الحقبة الحديثة المبكرة، عندما عانى من التوتر بين النصوص المشتقة من الطب اليوناني القديم، ولا سيما من قبل أتباع التعاليم المنسوبة إلى أبقراط وتلك الخاصة بجالينوس، مقابل النظريات الأحدث للفلسفة الطبيعية التي حُفِّزَت من خلال دراسات عصر النهضة الإنسانية والإصلاح الديني وإنشاء الجمعيات العلمية. سعى مبدأ عصر النهضة الخاص بـ «خطوط الإعلانات» - كما طُبق على جالينوس - إلى إنشاء نصوص أفضل لكتاباته، خالية من التراكمات اللاحقة من النصوص العربية والنصوص اللاتينية في العصور الوسطى. كان هذا البحث عن نصوص أفضل مؤثرًا في أوائل القرن السادس عشر. يستخدم المؤرخون مصطلح النزعة الإنسانية الطبية لتعريف هذا النشاط النصي، الذي يتم متابعته لمصلحته.

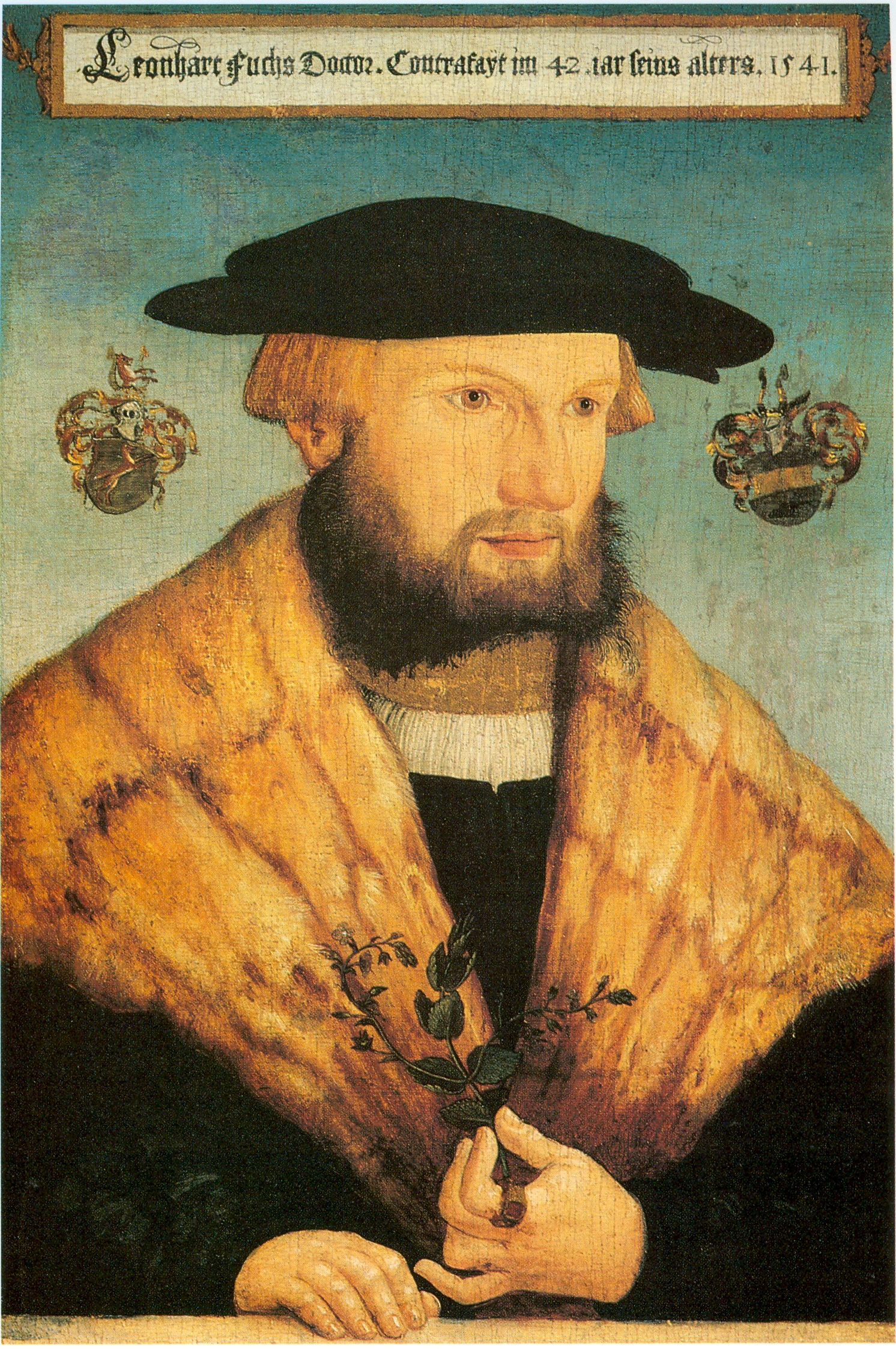
صورة لطبيب من عصر النهضة لينهارت فوكس.

يتركز الطب المُكتَسب على الممارسة، وهو نوع من النصوص اللاتينية يعتمد على وصف الأمراض وعلاجها (علم تصنيف الأمراض). كانت اهتمامات هذا العلم أقل في التفكير المجرد لطب العصور الوسطى وفي تقليد ابن سينا، الذي بُنِي عليه، وبدلًا من ذلك كان يعتمد أكثر على تشخيص وعلاج أمراض معينة. تتناقض الممارسة، التي تغطي التشخيص والعلاج، مع النظرية، التي تعاملت مع علم وظائف الأعضاء والفكر المجرد حول الصحة والمرض. كان التقليد من جالينوس يقدّر الممارسة العملية بدرجة أقل من المفاهيم النظرية، ولكن منذ القرن الخامس عشر ارتفع مكانة الممارسة في الطب المكتسب.
الطب المُكتَسَب كان أيضًا تخصصًا جامعيًّا. دُرِّس في جامعات أوروبية، وكان لأعضاء هيئة التدريس فيها نفس المكانة التي يتمتع بها أعضاء هيئة التدريس في اللاهوت والقانون. يتناقض الطب المُكتَسَب عادةً مع الطب الشعبي في تلك الفترة، ولكن قيل إن التمييز بينهما ليس شاسعًا. تحدى بارسلسيانسم وهلكمنتينسم تعاليم جالينوس على التوالي.

## الطب المُكتسَب والزهري
في حوالي عام 1500، كانت إحدى المشكلات المتعلقة بالطب المكتسَب هي طبيعة مرض موربوس جاليكوس (الذي يُعرف الآن باسم الزهري التناسلي). أليساندرو بنديتي، على وجه الخصوص، دافع عن فكرة أنه مرض جديد، لم يتم وصفه في السلطات التقليدية. واعترف نيكولو ليونسينو بأنه من حيث الأعراض لا يمكن تحديده على أنه كان معروفًا لدى القدماء؛ ولكنه أنكر إمكانية وجود أمراض جديدة (أي أنه يظن بأن المرض كان موجودًا سابقًا ولكنه كان غير معروف).

## طالِع أيضًا
- الطب في عصر النهضة